# Финал Кубка обладателей кубков УЕФА 1972
Финал Кубка обладателей кубков УЕФА 1972 года — финальный поединок Кубка обладателей кубков сезона 1971/72, клубного футбольного турнира для обладателей национальных Кубков Европы. Матч прошёл 24 мая на стадионе «Камп Ноу», расположенном в испанском городе Барселона. В решающем противостоянии сошлись шотландский клуб «Рейнджерс» и представитель СССР московское «Динамо». Победителями турнира стали футболисты «Рейнджерс» — на два гола москвичей в исполнении Владимира Эштрекова и Александра Маховикова глазговцы ответили тремя забитыми мячами благодаря точным результативным ударам Колина Стина и дважды Вилли Джонстона.
Представитель Советского Союза впервые достиг стадии финала европейских турниров, и в случае победы в нём всем динамовцам присваивались звания заслуженных мастеров спорта СССР. До поединка в прессе высказывались опасения о возможных столкновениях между болельщиками из страны Советов с испанскими службами правопорядка. Обусловлено это было напряжёнными отношениями между странами, во многом из-за серьёзных разногласий Советского правительства и режима диктатуры Франсиско Франко.

## Путь к финалу

### «Рейнджерс»
В первом раунде розыгрыша «Рейнджерс» противостоял французский «Ренн». «Джерс» выиграли по сумме двух матчей со счётом 2:1, мячи у них забили Вилли Джонстон (в гостях) и Алекс Макдональд (дома). Следующим оппонентом глазговцев стал португальский «Спортинг». Стартовую половину первого матча между соперниками, проходившую на стадионе «Айброкс», «Рейнджерс» провели очень хорошо — к свистку главного арбитра на перерыв они вели 3:0. Однако во втором тайме португальцы отправили в ворота шотландцев два мяча, чем сохранили интригу перед ответной встречей в Лиссабоне. Основное время второго матча закончилось с тем же счётом 3:2 только в пользу «львов». В овертайме команды забили ещё по мячу — у глазговцев отличился Вилли Хендерсон. Таким образом, итоговым результатом встречи стал счёт 4:3, а обоих матчей — 6:6. Судейский инцидент, последовавший за этим, журналисты назвали «одним из самых странных в истории футбола». Нидерландский арбитр поединка Лау ван Равенс, не посчитав что «джерс» забили на выезде больше голов, назначил серию послематчевых пенальти, в которых удачливее оказались футболисты «Спортинга». Главный тренер «Рейнджерс» Уильям Уодделл после встречи обратил внимание делегата УЕФА на ошибочное решение Раавенса. На следующий день победа португальского клуба была отменена, и, таким образом, «джерс» вышли в следующий этап. По итогам четвертьфинала шотландцы переиграли итальянский «Торино» — 1:1 и 1:0. В полуфинале «Рейнджерс» оказались сильнее мюнхенской «Баварии» — этим глазговцы в какой-то мере взяли реванш за поражение в финале того же турнира, нанесённое им немцами пять лет назад.
| Раунд         | Дата             | Принимающая команда | Гостевая команда    | Счёт               |
| ------------- | ---------------- | ------------------- | ------------------- | ------------------ |
| Первый раунд  | 15 сентября 1971 | Ренн                | Рейнджерс           | 1:1                |
| Первый раунд  | 28 сентября 1971 | Рейнджерс           | Ренн                | 1:0                |
| Второй раунд  | 20 октября 1971  | Рейнджерс           | Спортинг (Лиссабон) | 3:2                |
| Второй раунд  | 3 ноября 1971    | Спортинг (Лиссабон) | Рейнджерс           | 4:3 (3:0, по пен.) |
| Четвертьфинал | 8 марта 1972     | Торино              | Рейнджерс           | 1:1                |
| Четвертьфинал | 22 марта 1972    | Рейнджерс           | Торино              | 1:0                |
| Полуфинал     | 5 апреля 1972    | Бавария             | Рейнджерс           | 1:1                |
| Полуфинал     | 19 апреля 1972   | Рейнджерс           | Бавария             | 2:0                |

### «Динамо»
В первом и втором раунде московское «Динамо» преодолело сопротивление греческого «Олимпиакоса» и турецкого «Эскишехирспора», соответственно. В четвертьфинале «бело-голубых» ждал более серьёзный барьер в виде югославской «Црвены звезды», которая годом ранее добралась до 1/2 финала Кубка европейских чемпионов. Тем не менее динамовцы по итогам двух матчей без проблем переиграли «звездашей» с общим счётом 3:2. В полуфинале москвичи встречались со своими одноклубниками из Берлина. Оба поединка закончились с одинаковым результатом — 1:1. В серии послематчевых пенальти сильней оказались футболисты из СССР. Это означало, что «Динамо» стало первой советской командой, добравшейся до финала европейского клубного турнира.
| Раунд         | Дата             | Принимающая команда | Гостевая команда | Счёт               |
| ------------- | ---------------- | ------------------- | ---------------- | ------------------ |
| Первый раунд  | 15 сентября 1971 | Олимпиакос          | Динамо (Москва)  | 0:2                |
| Первый раунд  | 30 сентября 1971 | Динамо (Москва)     | Олимпиакос       | 1:2                |
| Второй раунд  | 20 октября 1971  | Эскишехирспор       | Динамо (Москва)  | 0:1                |
| Второй раунд  | 3 ноября 1971    | Динамо (Москва)     | Эскишехирспор    | 1:0                |
| Четвертьфинал | 8 марта 1972     | Црвена звезда       | Динамо (Москва)  | 1:2                |
| Четвертьфинал | 22 марта 1972    | Динамо (Москва)     | Црвена звезда    | 1:1                |
| Полуфинал     | 5 апреля 1972    | Динамо (Берлин)     | Динамо (Москва)  | 1:1                |
| Полуфинал     | 19 апреля 1972   | Динамо (Москва)     | Динамо (Берлин)  | 1:1 (4:1, по пен.) |

## Матч

### Первый тайм
В первой половине встречи «Рейнджерс» удалось забить два мяча — на 23-й минуте ворота советского клуба поразил форвард глазговцев Колин Стин, а через 16 минут Вилли Джонстон после отличного навеса Дейва Смита ударом головой удвоил преимущество шотландцев.

### Второй тайм
В самом начале второго тайма Вилли Джонстон довёл счёт до крупного, воспользовавшись ошибкой защитников «Динамо», не сумевших справиться с длинной передачей вратаря «джерс» Питера Макклоя. Но советские футболисты смогли благодаря точным результативным ударам Владимира Эштрекова и Александра Маховикова сократить до минимума отставание в забитых мячах.

### Вторжение болельщиков на поле
Когда до окончания встречи оставались считанные минуты, на футбольное поле хлынули болельщики «Рейнджерс». В 60-е и 70-е года это было достаточно обыденным явлением даже для финалов еврокубков. Существуют несколько версий причин произошедшего — некоторые представители прессы посчитали, что шотландские фанаты восприняли свисток главного арбитра де Мендебила, зафиксировавшего нарушение правил со стороны шотландцев, как сигнал об окончании игры, и поэтому бросились на поле поздравлять свою команду. Другая сторона была уверена: болельщики выбежали с целью помешать советским футболистам сравнять счёт, поскольку после гола Маховикова динамовцы получили психологическое преимущество и могли с удвоенной силой пойти на штурм ворот «Рейнджерс».
«Динамо» и Федерация футбола СССР потребовали от УЕФА переигровки матча, видя в действиях шотландских фанатов намеренную акцию. Вначале представители УЕФА согласились с доводами советской стороны. Через три недели после финальной встречи УЕФА по итогам специального заседания в Роттердаме окончательно оставила трофей у «Рейнджерс», но отстранила клуб от участия в еврокубках на два года. Позднее дисквалификация была сокращена до одного года.

## Отчёт о матче
| Рейнджерс                      | 3:2      | Динамо (Москва)              |
| ------------------------------ | -------- | ---------------------------- |
| Стин 24′ · В. Джонстон 40′ 49′ | Протокол | Эштреков 59′ · Маховиков 86′ |

| Рейнджерс | Динамо (Москва) |

| РЕЙНДЖЕРС:      |     |                  |
|                 |     |                  |
| В               | 1   | Питер Макклой    |
| З               | 2   | Сэнди Джардин    |
| З               | 3   | Вилли Матисон    |
| З               | 4   | Джон Грейг (к)   |
| З               | 5   | Дерек Джонстон   |
| П               | 6   | Дейв Смит        |
| П               | 7   | Томми Маклин     |
| П               | 8   | Альфи Конн       |
| Н               | 9   | Колин Стин       |
| П               | 10  | Алекс Макдональд |
| Н               | 11  | Вилли Джонстон   |
| Запасные:       |     |                  |
| П               | 12  | Энди Пенмэн      |
| Н               | 14  | Дерек Пэрлейн    |
| З               | 15  | Джим Денни       |
| В               | б/н | Герхардт Неф     |
| Главный тренер: |     |                  |
| Уильям Уодделл  |     |                  |

| ДИНАМО (МОСКВА):  |     |                     |  |     |
|                   |     |                     |  |     |
| В                 | 1   | Владимир Пильгуй    |  |     |
| З                 | 2   | Владимир Басалаев   |  |     |
| З                 | 3   | Йожеф Сабо          |  |     |
| З                 | 4   | Валерий Зыков (к)   |  |     |
| З                 | 5   | Владимир Долбоносов |  | 68' |
| П                 | 6   | Евгений Жуков       |  |     |
| П                 | 7   | Олег Долматов       |  |     |
| П                 | 8   | Александр Маховиков |  |     |
| П                 | 9   | Анатолий Байдачный  |  |     |
| Н                 | 10  | Андрей Якубик       |  | 57' |
| Н                 | 11  | Геннадий Еврюжихин  |  |     |
| Запасные:         |     |                     |  |     |
| З                 | 12  | Сергей Никулин      |  |     |
| П                 | 13  | Владимир Эштреков   |  | 57' |
| Н                 | 14  | Михаил Гершкович    |  | 68' |
| Н                 | 15  | Анатолий Кожемякин  |  |     |
| Н                 | 16  | Владимир Козлов     |  |     |
| В                 | б/н | Николай Гонтарь     |  |     |
| Главный тренер:   |     |                     |  |     |
| Константин Бесков |     |                     |  |     |